# Echo & the Bunnymen
Echo & the Bunnymen es una banda británica de rock alternativo formada en Liverpool en 1978. La formación original la constituían Ian McCulloch, Will Sergeant, Les Pattinson y Pete de Freitas.

## Carrera

### Inicios
La banda se fundó en Liverpool, a finales de los 70, por lo que también se les conoce como el otro cuarteto de Liverpool, haciendo alusión a The Beatles, a quienes se les acuñó el título de el cuarteto de Liverpool.
Tomaron su influencia de los movimientos post-punk y new wave de finales de la década.  
La alineación que fundó la banda estaba conformada por los Bunnymenː Ian McCulloch, guitarrista y vocalista (ex Crucial Three), Will Sergeant, guitarrista y Les Pattinson, bajista. 
En cuanto al nombre de la banda, según lo explicó Sergeant, ellos se autodenominaban Bunnymen (en español: los hombres conejito), que, en sus palabras, contrastaba con el ambiente sombrío que ofrecía su música. Echo era el nombre que recibía la drum machine que tenían como batería en sus inicios.

### 1980 - 1983
Cuando lanzaron su álbum debut en 1980, Crocodiles -un éxito moderado en el Reino Unido, Pete de Freitas, baterista humano tomó el lugar de Echo, la caja de ritmos.
El siguiente, el aclamado por la crítica Heaven Up Here, alcanzó el Top Ten en 1981, igual que Porcupine en 1983 y Ocean Rain en 1984. 

### Éxito internacionalː 1984
Sencillos como "The Killing Moon" (más tarde usado en la banda sonora de Donnie Darko, una película cuya imaginería debe mucho a los diseños de los primeros discos de la banda), "Silver", "Bring on the Dancing Horses" y "The Cutter" ayudaron a mantener la atención del público en el grupo cuando se tomaron un breve descanso a finales de los años 80. 

### Separación
El álbum de 1987 homónimo tuvo un cierto éxito en Estados Unidos y fue el único trabajo que consiguió ventas significativas allí.
McCulloch abandonó la banda en 1988. De Freitas murió en un accidente de motocicleta un año más tarde. Los demás decidieron continuar, reclutando a Noel Burke para reemplazar a McCulloch como cantante en Reverberation (1990), que no consiguió mucha repercusión entre los seguidores ni la crítica. Burke, Sergeant y Pattinson se separaron después, pero los tres miembros supervivientes de la banda original volvieron a unirse en 1997 y lanzaron Evergreen, What Are You Going to Do with Your Life? (1999), Flowers (2001) y Siberia (2005). Jake Brockman, ex-teclista de la banda murió en 2009 en circunstancias similares a De Freitas.

## Legado
La banda ha ganado reconocimiento con los años. Sus álbumes Cocodriles (1980) Porcupine (1983) y Ocean Rain (1984) fueron incluidos en la lista de los 1001 Álbumes que debes oír antes de morir, edición 2018, y Heaven Up Here (1981) fue ubicado en el puesto 463 por la Rolling Stone Magazine, en su lista 500 Greatest Albums of All Time, edición revisada del 2012.
Son citados como influencia de bandas como Coldplay, Interpol,     Soda Stereo y Editors.

## Integrantes

### Miembros de gira
- Peter Wilkinson – bajo (2003 - 2005)
- Paul Fleming – teclados (2003 - 2005)
- Simon Finley – batería (2003 - 2005)
- Ged Malley – guitarra (2003)
- Gordy Goudie – guitarra (2004-presente)
- Stephen Brannan – bajo (2005-presente)

## Discografía
- Crocodiles (1980)
- Heaven Up Here (1981)
- Porcupine (1983)
- Ocean Rain (1984)
- Echo & the Bunnymen (1987)
- Reverberation (1990)
- Evergreen (1997)
- What are You Going to Do with Your Life? (1999)
- Flowers (2001)
- Siberia (2005)
- The Fountain (2009)
- Meteorites (2014)
- The Stars, The Oceans & The Moon (2018)
- The John Peel Sessions 1979-1983 (2019)